# Frederico (rúgio)
Frederico (em latim: Fredericus), também variadamente mencionado como Friderico (Fridericus), Friderígio (Friderigius) e Fridirico (Fridiricus), foi um nobre rúgio que esteve ativo no final do século V.

## Vida

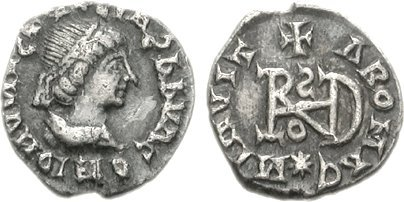
Síliqua de r.

Frederico era filho do rei Feleteu e sua esposa Gisa e sobrinho de Ferderuco. Aparece em 486/487, quando mata seu tio. Em 487, quando os rúgios foram derrotados e Feleteu foi capturado pelo rei da Itália Odoacro, Frederico fugiu às terras rúgias em Nórico e depois para Nova, na Mésia II, onde encontrou-se, em 488, com os ostrogodos de Teodorico, o Amal. Talvez acompanhou Teodorico em sua campanha contra Odoacro na Itália em 488/489.
Durante dois anos houve assentamentos rúgios em Ticino, onde, devido sua conduta selvagem e sem lei, tornar-se-iam impopulares. Os autores da Prosopografia do Império Romano Tardio presumem que Frederico era líder dos rúgios e que tais eventos ocorreram entre 490-492, ou seja, após Teodorico partir para sitiar Ravena em 490.
Em 493, Frederico traiu Teodorico e aparentemente aliou-se com Tufa até brigarem entre si. Tufa e Frederico travaram uma batalha entre Tridento e Verona na qual o segundo saiu vitorioso. É incerto se Frederico viria a render-se a Teodorico ou se seria derrotado em batalha pelo último.